# کرونی (طایفه)
کرونی یک طایفه کرد در استان فارس در جنوب ایران است. بیشتر این مردم در دوره کریم‌خان زند به شیراز و پیرامون آن نقل مکان کرده‌اند. این طایفه در اصل از منظقه کرمانشاه و شهرستان سنقر و کلیائی است.